# 筧沢古墳群
筧沢古墳群（ひよさわこふんぐん）は、静岡県焼津市石脇上に所在する古墳時代終末期（7世紀）の古墳群。

## 概要
志太平野北部にそびえる高草山の山麓に位置し、古墳分布域の標高は20～60メートルほどを測る。筧沢支群と風尾支群とに分かれ、筧沢支群では6基が確認されている。筧沢1号墳は1985年（昭和60年）に発見され、発掘調査の結果、横穴式石室から直刀（円頭大刀）とその鍔、馬具、玉類、須恵器などの多くの副葬品が出土した。直刀は柄頭や鍔に銀象嵌の文様が施された優品で、馬具とセットで出土することは市内ではそれまで例がなかったという。

## 註釈
1. 1 2  焼津市教育委員会 2018 pp.3
2. ↑  焼津市歴史民俗資料館 2000 pp.13-14